# Macon McCalman
Willis Macon McCalman (Memphis, 30 novembre 1932 – Memphis, 29 novembre 2005) è stato un attore statunitense.
Debuttò nel cinema nel film Un tranquillo weekend di paura (1972) con Jon Voight e Burt Reynolds.
Dopo un infarto nel 1997 decise di interrompere la sua attività cinematografica e si ritirò a Memphis, dove morì nel 2005 all'età di 72 anni, per una serie di ictus.

## Filmografia parziale

### Cinema
- Un tranquillo weekend di paura (Deliverance), regia di John Boorman (1972)
- Stupro (Lipstick), regia di Lamont Johnson (1976)
- Arriva un cavaliere libero e selvaggio (Comes a Horseman), regia di Alan J. Pakula (1978)
- Il volto dei potenti (Rollover), regia di Alan J. Pakula (1981)
- Il pollo si mangia con le mani (Carbon Copy), regia di Michael Schultz (1981)
- Morti e sepolti (Dead & Buried), regia di Gary Sherman (1981)
- Honkytonk Man, regia di Clint Eastwood (1982)
- Pomodori verdi fritti alla fermata del treno (Fried Green Tomatoes), regia di Jon Avnet (1991)
- Un giorno di ordinaria follia (Falling Down), regia di Joel Schumacher (1993)
- Il profumo del mosto selvatico (A Walk in the Clouds), regia di Alfonso Arau (1995)

### Televisione
- Tre cuori in affitto (Three's Company) – serie TV, episodio 3x16 (1979)
- La gatta sul tetto che scotta (Cat on a Hot Tin Roof), regia di Jack Hofsiss – film TV (1984)
- Supercar (Knight Rider) – serie TV, episodio 4x04 (1985)
- La signora in giallo (Murder, She Wrote) – serie TV, episodi 4x11-7x15 (1987-1991)

## Doppiatori italiani
Nelle versioni in italiano delle opere in cui ha recitato, Macon McCalman è stato doppiato da:
- Silvio Noto in Un tranquillo weekend di paura
- Manlio De Angelis in Morti e sepolti
- Luigi Montini in Honkytonk Man
- Sergio Rossi in Una donna, una storia vera
- Sergio Tedesco in Pomodori verdi fritti alla fermata del treno
- Franco Zucca in La signora in giallo